# 68.ª Asamblea Mundial de la Salud
La 68.ª Asamblea Mundial de la Salud tendrá lugar en Ginebra del 18 al 26 de mayo de 2015. "Ministros de salud de todo el mundo debatirán esta semana sobre temas como el brote de ébola, la respuesta a emergencias, el dengue, la contaminación ambiental y la obesidad infantil, entre otros temas. Delegaciones de las Américas participarán en el plenario que se celebra entre el 18 y 26 de mayo en Ginebra".

## Celebración
La 68.ª Asamblea Mundial de la Salud tendrá lugar en Ginebra del 18 al 26 de mayo de 2015. "La Asamblea Mundial es el órgano decisorio supremo de la Organización Mundial de la Salud y a ella asisten delegaciones de todos los Estados Miembros. Su función principal es determinar las políticas de la Organización, supervisar las políticas financieras, y revisar y adoptar el programa de presupuesto propuesto. La Asamblea Mundial se reúne cada año en Ginebra (Suiza)".

La Asamblea Mundial de la Salud es el órgano decisorio supremo de la OMS. Se reúne en Ginebra en mayo de cada año con la asistencia de delegaciones de los Estados Miembros y se centra en una agenda de salud específica elaborada por su Comité Ejecutivo.
Este año, por primera vez, muchas sesiones de la Asamblea Mundial de la Salud estarán disponibles para seguirse remotamente a través de internet.
Delegaciones de los países de las Américas participan del 18 al 26 de mayo en la Asamblea Mundial de la Salud, que se celebra en Ginebra, Suiza.
Durante la Asamblea Mundial de la Salud, se tratarán temas como la respuesta a emergencias y desastres, el brote de ébola, el dengue, un plan mundial para vacunas, acciones para enfrentar la resistencia a los antimicrobianos, entre otros temas.
Siga las sesiones de la Asamblea en directo
Este año por primera vez todas las sesiones de la Asamblea Mundial de la Salud, tanto las plenarias como las de las comisiones, se emitirán en directo a través de internet entre el 18 y el 26 de mayo de 2015. Podrá seguir las sesiones en esta página a partir del lunes 18 de mayo de 2015 a las 9.30 horas (hora local).
- Ver las sesiones en directo
Organización Mundial de la Salud

### Temas prioritarios
- Dengue
- Ebola
- Resistencia a los antimicrobianos
- Vacunas
- Salud y medio ambiente
- Obesidad infantil
- Agenda de desarrollo post 2015
- Paludismo

### Documentación
- Orden del día provisional
pdf, 41kb
- Todos los documentos de la Asamblea

### Discursos
- Alocución de la Dra. Margaret Chan, Directora General, ante la 68.ª Asamblea Mundial de la Salud

### Diario de la Asamblea
Información diaria sobre la Asamblea
- Diario N.º 8 - 26 de mayo
- Diario N.º 7 - 25 de mayo
- Diario N°6 - 23 de mayo
- Diario N°5 - 22 de mayo
- Diario N°4 - 21 de mayo
- Diario N°3 - 20 de mayo
- Diario N°2 - 19 de mayo
- Diario N°1 - 18 de mayo
- Número preliminar del Diario (24 de abril)

### Información general
- ¿Cómo funciona la Asamblea Mundial de la Salud?

### Comunicados de prensa
- La Asamblea Mundial de la Salud delibera sobre la resistencia a los antimicrobianos, las deficiencias en materia de inmunización y la malnutrición
25 de mayo de 2015
- La Asamblea Mundial de la Salud da luz verde a la OMS para que reforme el programa de emergencia y respuesta
23 de mayo de 2015
- La Asamblea de la Salud alcanza acuerdos sobre la poliomielitis, el Reglamento Sanitario Internacional y el fortalecimiento de la atención quirúrgica
22 de mayo de 2015
- Sesión de apertura de la 68.ª Asamblea Mundial de la Salud en Ginebra
18 de mayo de 2015

### Debates
- Las discusiones sobre el brote de Ébola en la 68.ª Asamblea Mundial de la Salud

### Las Américas en la Asamblea
- Noticias e información sobre las delegaciones de las Américas en la Asamblea

### Fotografías
- Descargue las fotografías de la Asamblea - en inglés

### Lucha contra el virus del Ébola
- Toda la información sobre la lucha contra el virus del Ébola
Noticias, reportajes e información técnica

### Emergencia sanitaria en Nepal
- Toda la información sobre la situación sanitaria en Nepal
Noticias, reportajes e información técnica

### Brotes epidémicos
- Boletines de brotes epidémicos
- Acción sanitaria en las crisis humanitarias